# Corpul Voluntarilor „Horia”
Corpul Voluntarilor „Horia” a fost o unitate militară formată din voluntari români, constituită în principal din membri ai Gărzilor Naționale și din alți tineri, cu baza de recrutare în plășile Hălmagiu, Baia de Criș, Brad, Abrud, Câmpeni. La originea formării sale a stat decizia Consiliul Dirigent din Transilvania de a lua măsuri de organizare a unei rezistențe active la vest de Linia de demarcație stabilită în ianuarie 1919, decizie cu a cărei punere în practică au fost însărcinați deținătorul portofoliului Resortului Organizării Dr. Ioan Suciu și ofițerul Florian Medrea.
Nucleul viitorului Corp l-au constituit Gărzile Naționale din Țara Hălmagiului, împreună cu gărzile retrase din comitatul Arad pe valea Crișului Alb după stabilirea celei de-a treia linii de demarcație dintre trupele române și maghiare. Aceste gărzi depășindu-și mandatul primit de la Consiliul Național, au început să se transforme în instrument combativ cu scopul opunerii de rezistență trupelor ungare. Aflate în sfera de competență a trupelor Brigăzii a IV-a din Divizia 2 Vânători cu cartierul la Brad, gărzile au contribuit activ printr-un război de gherilă la frânarea înaintării inamicului.
Înființarea propriuzisă a Corpului s-a făcut pe 15-16 februarie 1919, efectivul acestuia ajungând la aproximativ 4.000 de oameni. Implicat activ în pregătirea Ofensivei din Aprilie a trupelor române, Corpul a fost reorganizat ulterior în Regimentul 86 Infanterie, intitulat Regimentul de Infanterie Beiuș după eliberarea orașului Beiuș – la care și-a adus contribuția

## Istoric
Scopul existenței acestei unități a fost acela de apărare a regiunii Munților Apuseni de atacurile armatei regulate maghiare. În contextul disputelor duse în vederea stabilirii viitoarelor granițe de stat ale României Mari, activitate sa în zonă a fost importantă.

### Context
Spre sfârșitul lunii ianuarie 1919,  guvernul Ungariei a luat decizia de  de a împinge trupele sale în contact pe linia de demarcație cu armata română. Porniți spre aliniamentul preconizat soldații maghiari au înaintat pe două direcții spre depresiunea Hălmagiului, ajungând lângă aceasta la sfârșitul lunii ianuarie 1919. Deplasarea acestora s-a făcut dinspre Oradea pe calea ferată  până la Vașcău și apoi pe șosea peste pasul de la Dealul Mare și dinspre Arad pe calea ferata Arad-Brad. Pentru a preîntâmpina stăpânirea întregii căi ferate (localitatea Brad fiind cap de linie), spre Brad au fost dislocate la 28 ianuarie batalioanele I si II din Regimentul 9 Vânători  comandat de colonelul Gheorghe Rasoviceanu (aparținând Brigăzii a IV-a din Divizia 2 Vânători). În 31 ianuarie acestea au ajuns la Deva, de unde s-au deplasat spre Băița – unde s-a instalat în dispozitiv Batalionul I și mai apoi spre Brad, unde pe 1 februarie s-au instalat în dispozitiv Batalionul II împreună cu comenduirea regimentului. Un pluton de mitraliere și o companie, au constituit un avanpost la Baia de Criș. S-au luat măsuri de distrugere a căii ferate.

Gara Brad la începutul secolului XX

Aflate în sfera de atracție a armatei române, Gărzile Naționale din Țara Hălmagiului s-au desprins mai întâi funcțional de centrul comitatens aflat încă în funcțiune de la Arad. După stabilirea celei de-a treia linii de demarcație dintre trupele române și maghiare, resturi ale Gărzilor Naționale au început să se retragă din comitatul Arad, urmate de intelectualii satelor. Izolarea de Arad devenind completă ca urmare a interpunerii unităților maghiare, gărzile din zonă au trecut sub comanda directă a trupelor române de pe valea Crișului Alb, cu cartierul la Brad.
Sub coordonarea căpitanului Vasile Barbu – delegat inițial de către Consiliul Dirigent să se ocupe de crearea unui corp de jandarmerie și retras de la Ineu spre Hălmagiu, s-a încercat pentru prima dată o ridicare a populației pentru a se împotrivi trupelor ungare prin crearea unui „Corp al Voluntarilor din Crișana”. Manifestul lansat de către acesta pentru ridicarea satelor a rămas însă fără un efect practic, deoarece înaintarea armatei ungare a împiedicat concentrarea efectivelor. Cu toate acestea, depășindu-și mandatul primit de la Consiliul Național gărzile retrase pe valea Crișului Alb împreună cu cele constituite în zonă, au început să se transforme în instrument combativ cu scopul opunerii de rezistență trupelor maghiare.

### Preliminarii

Ioan Suciu în cadrul Consiliului Dirigent – al patrulea din rândul de sus, de la stânga spre dreapta

Dezarmarea Gărzilor Naționale aflate dincolo de Linia de Demarcație și situția dificilă a conaționalilor români aflați în afara razei de acțiune a trupelor regulate române, au determinat Consiliul Dirigent să ia măsuri de organizare a unei rezistențe active la vest de Linia de demarcație. Cu scopul de a apela la populația Munților Apuseni pentru aceasta, deținătorului portofoliului Resortului Organizării din cadrul Consiliului Dirigent – Dr. Ioan Suciu a fost împuternicit să ia măsuri în consecință. Cu acest scop Suciu s-a deplasat la Brad, reorganizând mai întâi prin Ordinul rezervat Nr. 1. din Brad de la 9 februarie 1919 comanda Gărzilor Naționale de pe valea Crișului sub autoritatea căpitanului Florian Medrea, care urma să vină de la Alba Iulia pentru a prelua comanda efectivelor din zonă. Astfel, comanda a fost retrasă căpitanului Moise Rișcuția de la Arad. Primul act pentru recrutarea voluntarilor, în lipsa lui Medrea l-a iscălit căpitanul Barbu.

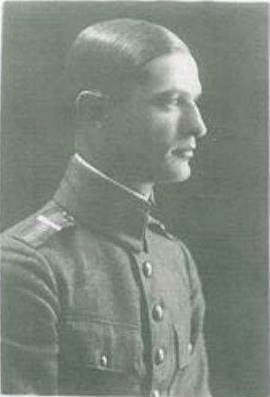
Căpitanul Florian Medrea în 1919

Prin Ordinul Rezervat Nr. 2 semnat de către Comandamentul instalat la Brad, însărcinat cu organizarea directă a corpului de voluntari a fost sublocotenentul Traian Mager. Acestuia i s-a recomandat să recruteze ca voluntari tineri născuți în anii 1896, 1897 și 1898 care aparțineau contingentelor mobilizate cu scop de înființare a unor regimente ardelene, prin Ordinul de chemare Nr. 167/1919 emis de către Consiliul Dirigent și apărut în „Românul” din 7 februarie (acesta privea numai teritoriile deja ocupate de Armata Română). 
În seara zilei de 10 februarie 1919 Dr. Suciu împreună căpitanul Medrea și 2 secretari civili s-au instalat la Brad  în pavilionul minelor de aur „Ruda 12 Apostoli”. Ca urmare a unei consfătuiri în aceeași seară, acest mic Stat Major a decis abandonarea planului inițial de a ridica populația la luptă și a decis formarea unei unități de voluntari organizată după principiile armatei regulate. Pe 11 februarie recrutările au fost astfel temporar sistate și concertarea voluntarilor – programată pentru data de 12 februarie revocată, la ordinul căpitanului Medrea. Acesta a luat respectiva decizie în așteptarea publicării unui ordin de mobilizare, prevăzut pentru ziua de 15 februarie.

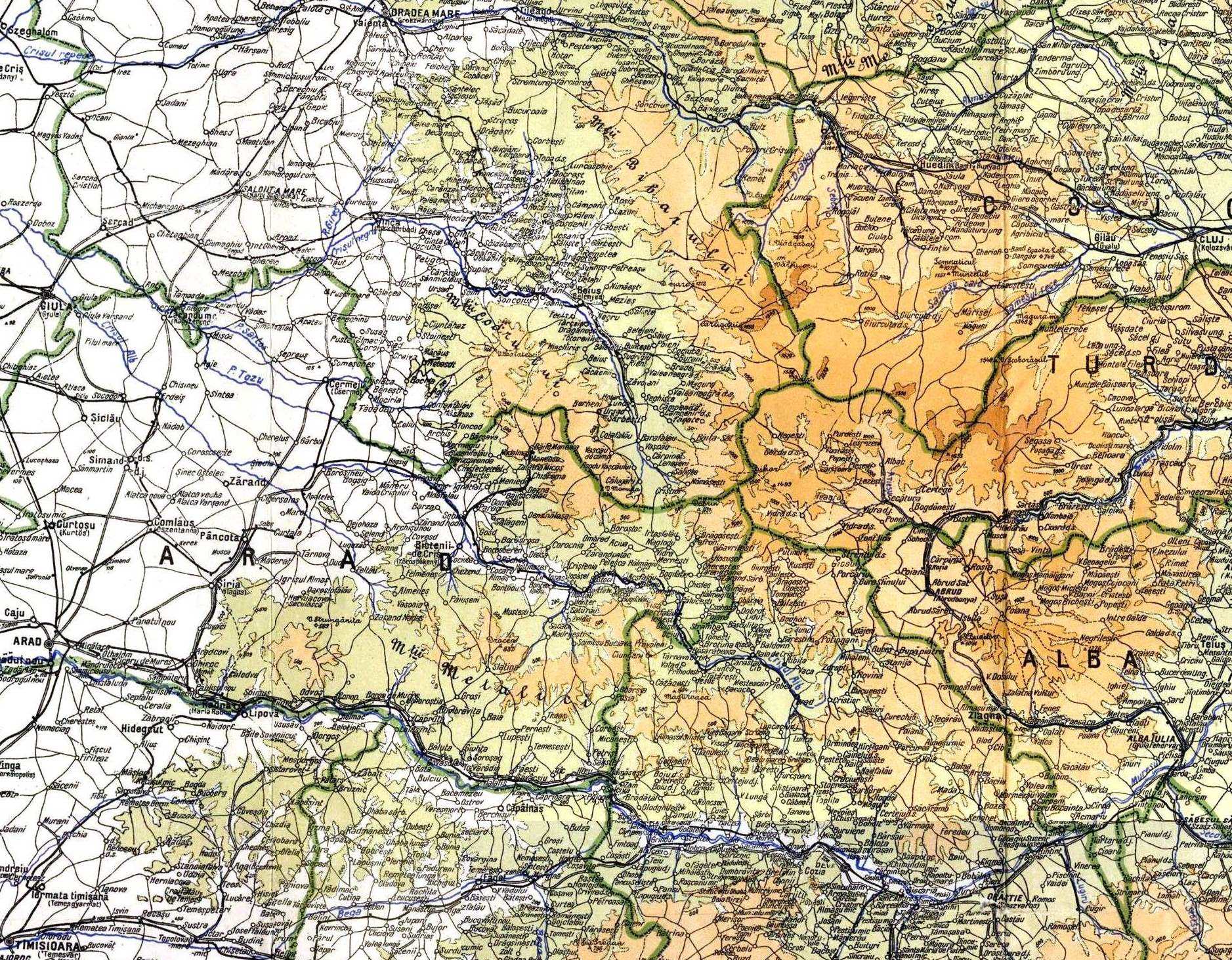
Arealul geografic de interes pentru Corpul Voluntarilor „Horia”

Conform acestuia, urma să se facă chemarea la arme a „gloatei mici” (contigentele sub 21 ani) și al altor 11 contingente de la 25 de ani în sus din plășile Baia de Criș, Brad, Abrud, Câmpeni. Chemarea celor din cercurile pretoriale Hălmagiu și Sebiș urma să se facă ulterior – după asigurarea pe deplin a respectivelor teritorii în contra inamicului, iar contigentele intermediare urmau să rămână la dispoziția Ministerului de Război în vederea organizării armatei regulate ardelene.

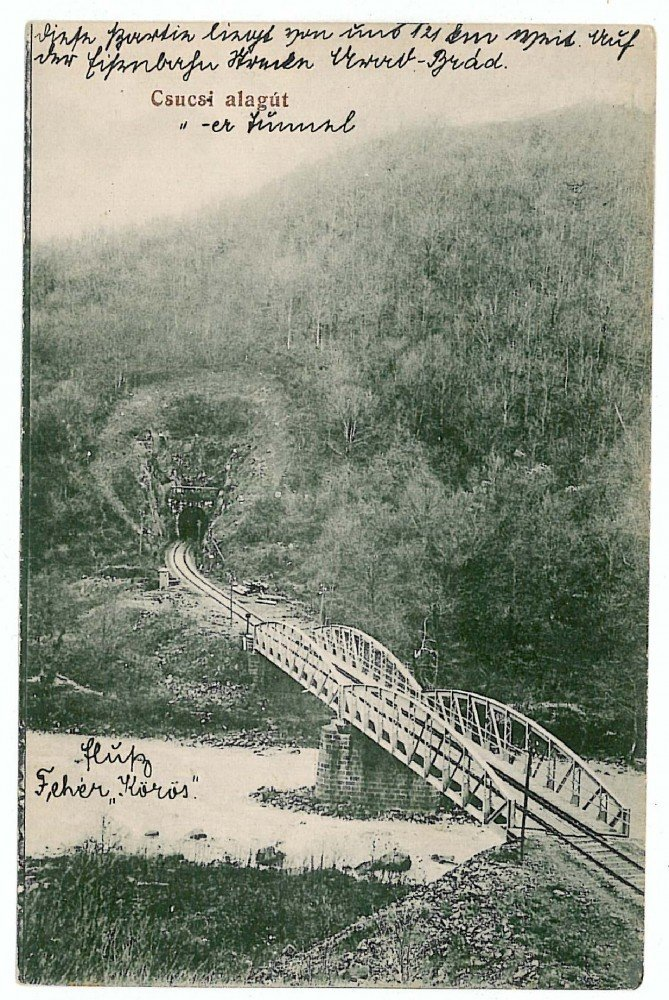
Podul feroviar de peste râul Crișul Alb și tunelul feroviar de la Ciuci (Vârfrile) înainte de 1914

În scopul acoperiri și asigurării activității de concentrare, Gărzile Naționale de pe cele două văi ale Crișurilor au primit ordin să frâneze prin acțiuni de hărțuire înaintarea inamicului, cu executarea dispozițiilor fiind însărcinat căpitanul Vasile Barbu. S-au luat măsuri suplimentare pentru concentrarea cadrelor și a materialului de război, a organizării transporturilor, a legăturilor și propagandei, măsuri despre care prefecții din Hunedoara, Alba Iulia și Turda au fost informați, pentru a li se cere concursul. În tot acest interval Garda Națională din Hălmagiu – întărită atât cu efective retrase dinspre Arad cât și cu voluntarii care apucaseră deja să fie recrutați, majoritatea dintre ei foști soldați, repliindu-se treptat pe valea Crișului Alb s-a angajat progresiv în luptă cu trupele maghiare și la distrugerea lucrărilor de artă feroviară. Ordinele Comandamentului de la Brad au prevăzut ca gardiștii să se considere un avanpost al unității armatei regulate române din Baia de Criș, asigurând trupele de acolo împotriva oricărei surprize și având dispoziție de a respinge doar patrule sau cete mai mici ale inimicului. Cu toate că aceste ordine au prevăzut ca Gărzile din Ținutul Hălmagiului să se retragă spre liniile Armatei Române în caz că vor fi atacate de forțe superioare, efectivele de voluntari au rezistat progresiv pentru a împiedica accesul pe calea ferată spre Brad a inamicului prin defileul de la Aciuța, pe podul și prin tunelul feroviar de la Vârfurile (maghiară Halmágycsúcs) și pe podul de la Leasa.

### Înființare
Așadar la sugestia lui Ioan Suciu și cu ajutorul căpitanului Florian Medrea, înființarea propriuzisă a Corpului s-a făcut pe 15-16 februarie 1919. Au fost recrutați moți din zona Munților Zarandului și a Munților Apuseni așa cum fusese convenit: din plășile Baia de Criș, Brad, Abrud, Câmpeni. Li s-au alăturat foști prizonieri reveniți din Rusia, precum și jandarmii de la Ineu retrași la Brad, ai căpitanului Vasile Barbu. Procesul de constituire al unității a fost încheiat pe data de 19 februarie.
Imobilizată de prevederile de armistițiu armata română a inspirat totuși populația  prin prezența ei, dându-i curaj și încredere în victorie. Astfel chiar retras spre Brad, nucleul combativ al gardiștilor din Hălmagiu care a inclus elementele cele mai hotărâte din întreaga regiune a beneficiat din plin pentru acțiuni de hărțuire, de ajutorul activ al populației locale deja îndemnată anterior să opună rezistență unităților armatei ungare. Terorizate de acțiunile gărzilor (pe care ungurii le-au apreciat ca având un efectiv de 200-300 de combatanți) unitățile ungare au părăsit Hălmagiu, ocupat pe 31 martie 1919 de trupele colonelului Rasoviceanu, care a decis să depășească fără ordin Linia de demarcație. Două zile mai târziu trupele ungare au încercat reocuparea poziției, fiind respinse. Ancheta făcută de generalul Traian Moșoiu și un colonel francez a luat doar act de această insubordonare a trupelor Brigăzii a IV-a Vânători, care nu au putut asista ca simpli spectatori la suferințele populației române aflată în zona neutră.

### Structură
Efectivul unității a fost constituit din 3 batalioane cu un total de circa 120 de ofițeri și peste 4.000 soldați, dispunând de 4 tunuri. Comandant al Batalionului 3 Abrud-Câmpeni a fost numit maiorul Sabin Banciu, iar comandanți ai celorlalte 2 batalioane (I din plasa Abrud și II din plasa Baia de Criș) căpitanul Alexandru Drăgoi și maiorul Mihai Stoica. În fiecare batalion au existat 3 companii de pușcași, iar acestora li s-a mai adăugat 1 companie de mitraliere, bateria de tunuri de câmp, 1 companie de pionieri, 1 jumătate de companie de transmisiuni, 1 companie de jandarmi, un spital de câmp, servicii auxiliare și un Stat Major. Uniformele au fost amestecate (austro-ungare, rusești și românești), iar chipiurile au fost decorate cu tricolorul românesc și cu o bandă albă inscripționată „Horia”. Unitățile Corpului au ocupat în regiunea Vața de Jos aliniamentul reprezentat de granița istorică a  comitatului Arad.
Un al patrulea batalion s-a format în Hălmagiu după data de 12 aprilie 1919, când a fost publicată și aici proclamația de mobilizare de către Dr. Ioan Suciu. Oamenii s-au prezentat în uniformele cu care se întorseseră de pe front și au fost încadrați pentru început în 2 companii de infanterie și 1 de mitraliere, urmând a se completa restul batalionului după eliberarea integrală a plășii.

### Transformarea în regiment
În primăvara anului 1919 în pragul Ofensivei din Aprilie, Corpul s-a transformat în Regimentul 86 Infanterie – fiind scos de sub autoritatea Consiliului Dirigent și alocat Diviziei a 2-a de Vânători a Armatei Române. Cu acest act, misiunea militară a Dr. Suciu a încetat. Depunerea jurământului militar de către voluntari a fost organizată de către colonelul Rasoviceanu la Țebea pe 2 martie, regimentul fiind încadrat trupelor neorganice.
În structura acestuia au intrat:
- 4 batalioane (I, II, III și IV în curs de formare) de câte 3 companii fiecare
- 1 companie de mitraliere (comandant locotenentul Aron Petruțiu).
- 1 baterie de câmp de 8 cm (capturată de la germani și aflată sub comanda locotenentului Popoviciu)
- 1 companie de jandarmi (comandată de căpitanul Vasile Barbu)
- 1 companie de geniu (comandată de locotenentul Șinca)
- 1 pluton de telegrafiști (comandant sublocotenentul Babuțiu Ioan)
- 1 pluton de telefoniști ( comandant sublocotenentul Candin Ciocan)
- 1 pluton de cavalerie
- 1 spital de câmp (comandat de căpitan dr. Ștefan Albu)

Preot al regimentului și șef al Biroului de Informații a fost preotul Pompiliu Piso, intendența a fost condusă de către căpitanul Simion, trenul regimentar de către locotenentul Ștefan Neamțu și depozitul de sublocotenentul Țîrlă Sabin. În total cei proveniți din Corpul Voluntarilor „Horia” a fost peste 4.000 de oameni. Uniforma purtată a fost cea austriacă sau hainele proprii în care fuseseră inițial demobilizați. Ca semn distinctiv și-au cusut pe chipiu o bandă albă cu inscripția regimentului alături de tricolorul național. Înarmarea soldaților s-a făcut cu armament și muniție din fostele depozite de la Alba-Iulia ale Armatei Austro-Ungare, iar susținerea financiară a fost asigurată de către Consiliul Dirigent prin Dr. Ioan Suciu.
Pentru ofensiva preconizată unitatea a fost încadrată Grupului de Sud al Armatei din Transilvania, urmând să lupte alături de trupele Diviziei a 2-a în linia întâi, pornind din regiunea Hălmagiu-Brad (mai puțin Roșia). Înaintarea diviziei pe văile celor două Crișuri, urma să includă preluarea stăpânirii defileului de la Vârfurile și ocuparea localităților Beiuș, Sebiș și Radna.
Trupele regimentului au atacat alături de cele ale diviziei, pe valea Crișului Alb în defileul de la Vârfurile (Ciuci) și cu Batalionul II pe valea Crișului Negru în zona Vașcău – Beiuș. După eliberarea din 19 aprilie a Beiușului, regimentul a preluat numele localității.

## Controverse, neclarități
Căpitanul Florian Medrea a menționat în compunerea fiecărui batalion al Corpului de Voluntari, câte 4 companii de infanterie și câte 1 de mitraliere.

## In memoriam
Evenimentele care au implicat Corpul de Voluntari au fost descrise în volumul IV („Contribuțiuni la Istoria Unirii, 1918 — 1919”) din monografia lui Traian Mager publicată la Arad în 1938 și intitulată „Ținutul Hălmagiului”